# Festa del mare

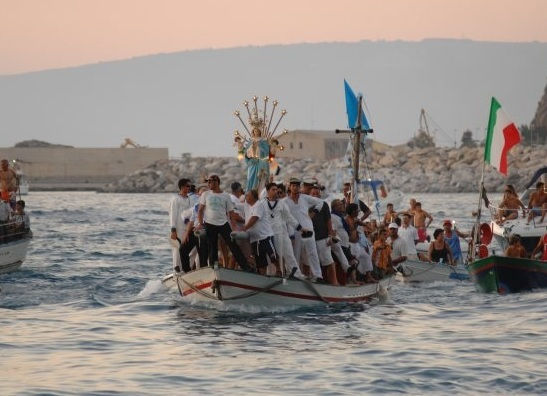
La processione della festa del mare di Palmi.

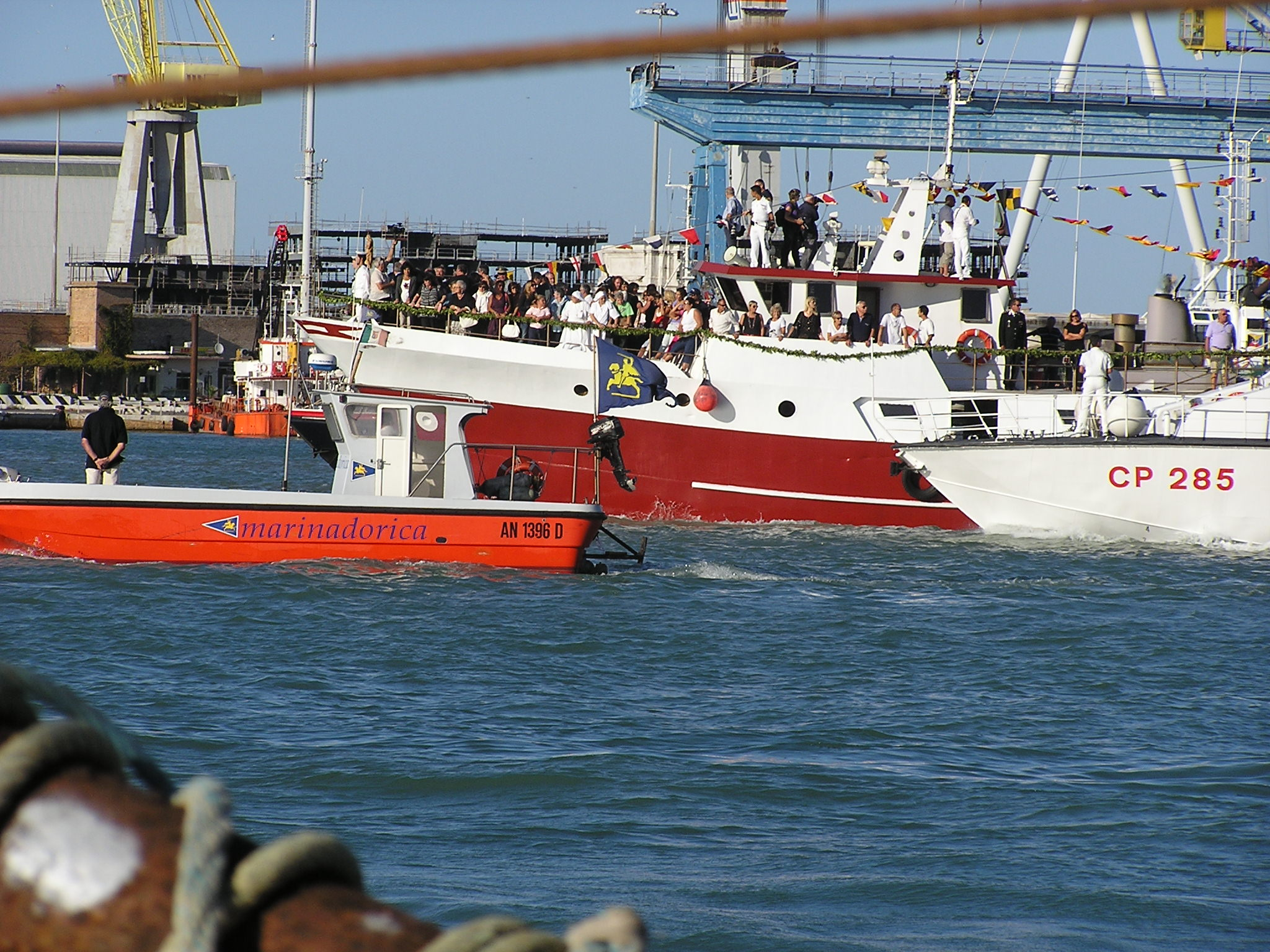
La processione della festa del mare di Ancona, con il caratteristico affollarsi di imbarcazioni di ogni tipo.

Per festa del mare si intendono diverse manifestazioni di tipo folkloristico tipiche di località costiere italiane. Pur con varie differenze, quasi tutte hanno come punti in comune una processione religiosa in mare con seguito di barche, la commemorazione di coloro che hanno perso la vita in mare durante l'anno, la degustazione di specialità gastronomiche legate alla pesca, i fuochi d'artificio sul mare. 

## Storia e caratteristiche delle feste del mare
Le feste del mare hanno da sempre un rapporto con la sosta annuale della pesca, finalizzata a tutelare il ripopolamento della fauna marina. Nell'Adriatico centro settentrionale il fermo pesca si attua durante i mesi di luglio ed agosto, mentre nell'Adriatico meridionale e nello Ionio la sosta interessa il mese di settembre.

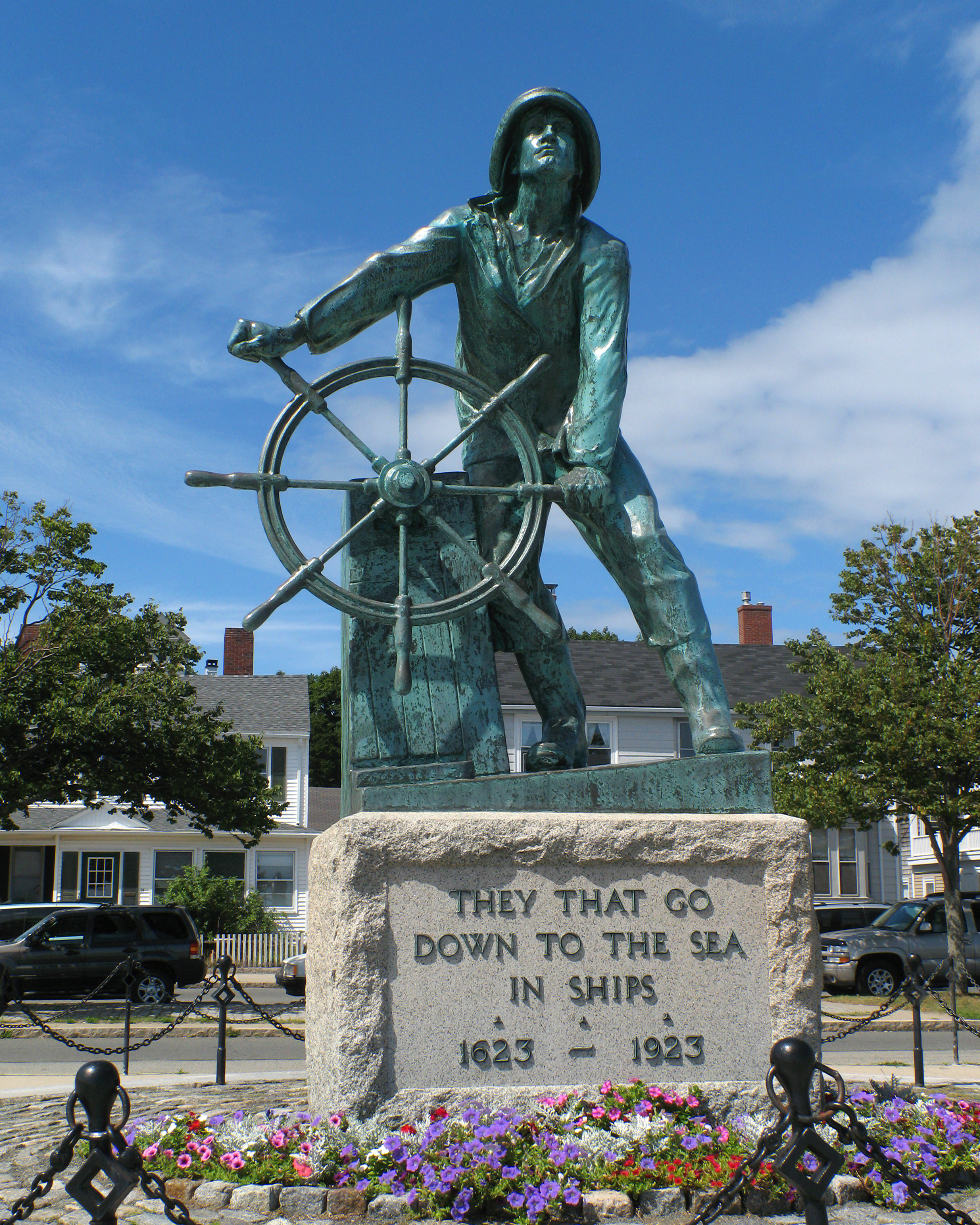
Il monumento ai caduti del mare di Gloucester

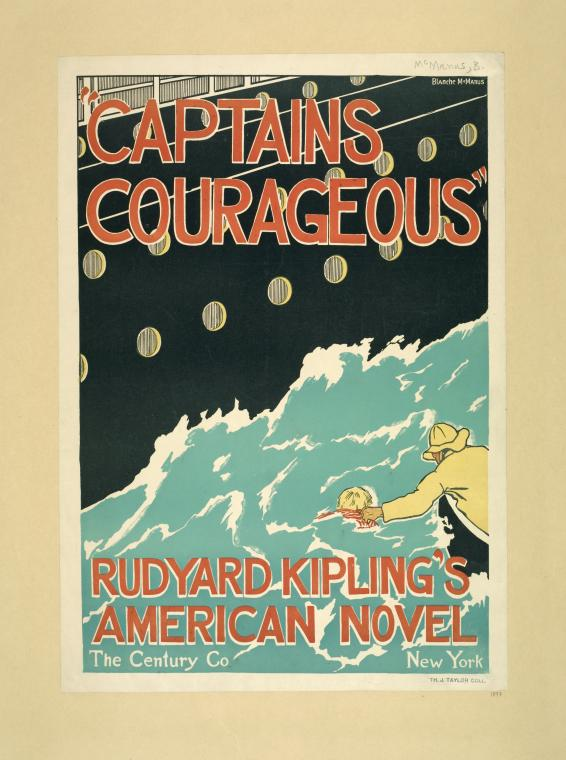
La locandina del film "Capitani coraggiosi"

L'origine più antica delle feste sul mare è da ricercarsi nei riti propiziatori della cultura pagana, che chiedevano agli dei una protezione per il faticoso e rischioso lavoro del pescatore. Con l'avvento del Cristianesimo i riti propiziatori non sono stati aboliti, ma reinterpretati in chiave evangelica, invocando sui pescatori la protezione di Dio e dei vari santi delle tradizioni locali. A questo si associa la commemorazione religiosa di coloro che hanno perso la vita in mare nel corso dello svolgimento della propria attività di pesca o comunque legata alla navigazione; il lancio di una corona in mare e la preghiera per i defunti costituisce spesso, infatti, il culmine della festa. La commemorazione dei caduti in mare attraverso il lancio di una corona non è però una tradizione esclusivamente italiana; si ricorda al proposito la scena finale del film di Capitani coraggiosi, di Victor Fleming, in cui il giovane protagonista lancia una corona funebre per Manuel durante la commemorazione annuale in onore dei caduti del mare della città di Gloucester (il film è tratto dall'omonimo romanzo di Rudyard Kipling).
Ai riti religiosi si affiancano le degustazioni dei prodotti del mare, frutto della prima pescata dopo il fermo pesca, pescata perciò molto abbondante; in questo modo, dopo aver ricordato l'aspetto terribile del mare, che ogni anno ancor oggi miete vittime, si celebrano invece le preziose risorse che il mare dona all'uomo. Durante i pasti, spesso distribuiti gratuitamente o a prezzi popolari, si può leggere una esibizione di abbondanza che è nello stesso tempo un ringraziamento per il passato e un augurio per il futuro.

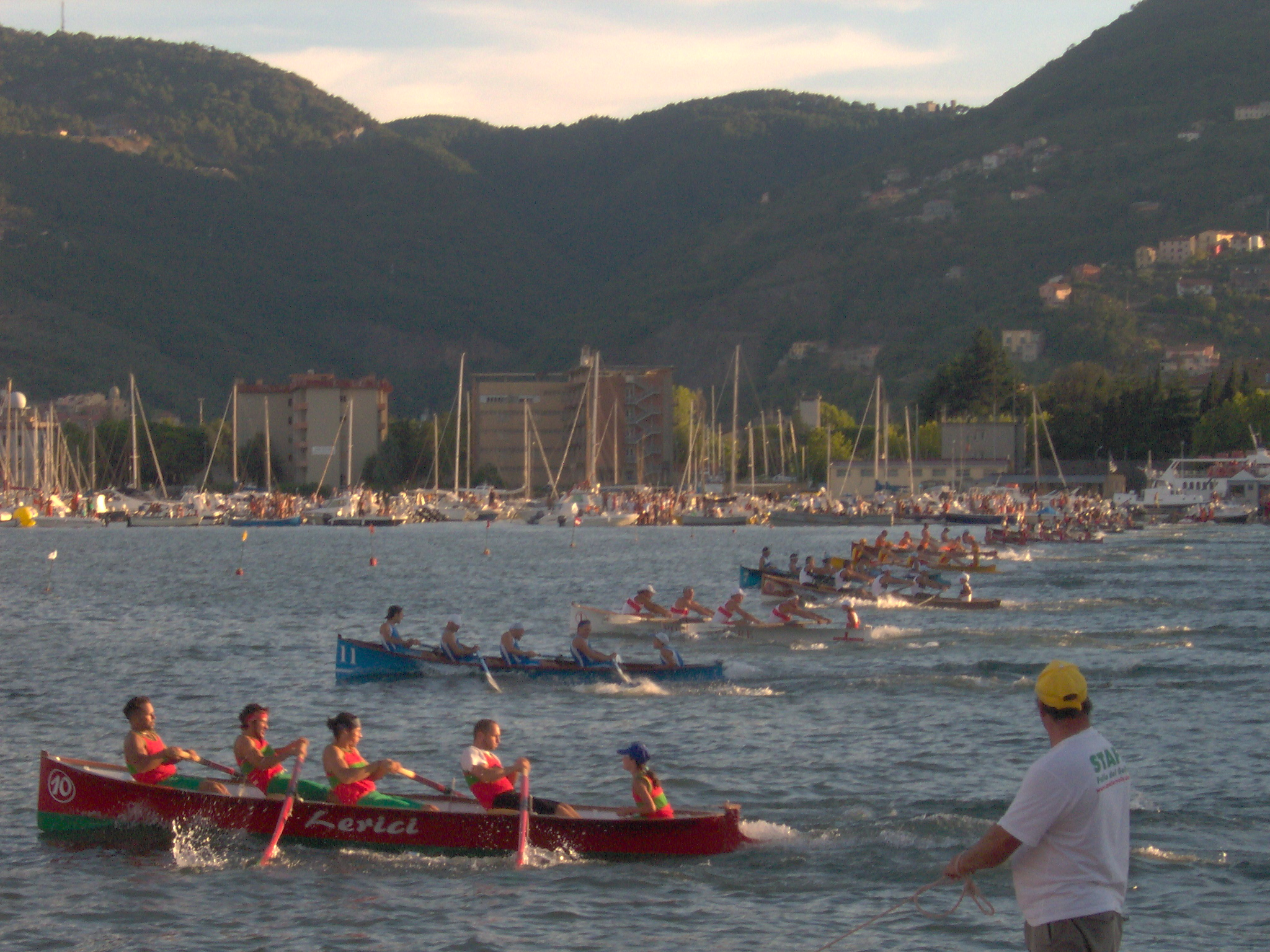
La festa del mare della Spezia è associata ad una regata: il Palio del Golfo

In questi ultimi anni si assiste alla diffusione, durante le feste del mare, di un altro momento: quello della regata, specialmente in Adriatico, per mettere in risalto le tradizioni marinare della città. Ciò tende nel tempo a divenire un forte richiamo turistico.

## Feste del mare in Italia
L'elenco sottostante è relativo alle feste che hanno una tradizione, si tengono da almeno dieci anni e prevedono i tre momenti tipici: processione religiosa di barche, commemorazione dei caduti in mare, pesca e cena popolare a base di pesce, a volte seguita da fuochi d'artificio che si specchiano sul porto. Sono invece escluse le tante località che hanno iniziato a celebrare la propria festa del mare in epoca più recente, spesso più per motivi turistici che per tradizione locale; queste feste, tra l'altro, spesso hanno in comune con quelle più antiche solo il nome, prevedendo eventi che poco hanno in comune con quelli tradizionali.
Feste che si celebrano da oltre trent'anni
- Festa della Madonna di Porto Salvo di Gaeta (LT)[2]
- Festa del mare di Ancona[3];
- Festa del mare di Fano (PU)[4];
- Festa del mare di Porto San Giorgio (AP)[5]
- Festa del Mare di Campofilone (FM)[6]
- Festa del mare della Spezia[7]
- Festa del mare di Levanto (SP)[8]
- Festa del mare di Minturno (LT)[9]
- Festa del mare di Terracina (LT)[10]
- Festa del mare di Palmi (RC)[11]
- Festa del mare di Porto Empedocle (AG)[12]

Feste che si celebrano da oltre dieci anni
- Festa del mare di Porto Recanati (MC)
- Festa del mare di Civitanova Marche (MC)
- Festa del mare di Cesenatico (FC)
- Festa della Madonna della Neve di Conca dei Marini (SA)
- Festa del mare di Sant'Agnello (NA)
- Festa del mare di Bacoli (NA)[13]
- Palio del mare di Siracusa[14]